# Lucca megye
Lucca megye Olaszország Toszkána régiójának egyik megyéje. Székhelye Lucca.

## Fekvése
Lucca megye Massa-Carrara, Reggio Emilia, Modena, Pistoia, Metropolitan City of Florence, Pisa és Firenze megyékkel határos.

## Községek(comuni)
- Altopascio
- Bagni di Lucca
- Barga
- Borgo a Mozzano
- Camaiore
- Camporgiano
- Capannori
- Careggine
- Castelnuovo di Garfagnana
- Castiglione di Garfagnana
- Coreglia Antelminelli
- Fabbriche di Vallico
- Forte dei Marmi
- Fosciandora
- Gallicano
- Giuncugnano
- Lucca
- Massarosa
- Minucciano
- Molazzana
- Montecarlo
- Pescaglia
- Piazza al Serchio
- Pietrasanta
- Pieve Fosciana
- Porcari
- San Romano in Garfagnana
- Seravezza
- Sillano
- Stazzema
- Vagli Sotto
- Vergemoli
- Viareggio
- Villa Basilica
- Villa Collemandina